# Брушано (Напуљ)
Брушано (итал. Brusciano) је насеље у Италији у округу Напуљ, региону Кампанија.
Према процени из 2011. у насељу је живело 15238 становника. Насеље се налази на надморској висини од 32 м.

## Становништво
| 1931. | 1936. | 1951. | 1961. | 1971. | 1981. | 1991.  | 2001.  | 2011.  |
| ----- | ----- | ----- | ----- | ----- | ----- | ------ | ------ | ------ |
| 5.228 | 5.648 | 6.850 | 8.002 | 8.612 | 9.747 | 14.019 | 15.309 | 16.336 |